# پینگریویل (ماساچوست)
پینگریویل (به انگلیسی: Pingryville) یک منطقهٔ مسکونی در ایالات متحده آمریکا است که در ماساچوست قرار دارد. پینگریویل ۷۷٫۱۲ متر بالاتر از سطح دریا واقع شده‌است.